# Tuffic Miguel Ortega
Tuffic Miguel Ortega (Ciudad de México, 8 de febrero de 1975) es un abogado mexicano. Se desempeñó como director general del Instituto Mexicano del Seguro Social de 2017 a 2018.

## Biografía
Se graduó como licenciado en Derecho en el Instituto Tecnológico Autónomo de México y, posteriormente, realizó la maestría en Derecho Administrativo y de la Regulación en la misma casa de estudios.

## Trayectoria
En marzo de 1996, inició su trayectoria en el servicio público en la Secretaría de Desarrollo Social. Posteriormente se desempeñó como Gerente de Normatividad en la Comisión Nacional Bancaria y de Valores de 2000 a 2007.
En febrero de 2012, fue nombrado director general del Servicio de Administración y Enajenación de Bienes de la Secretaría de Hacienda.
En 2013, fue nombrado Director de Incorporación y Recaudación del Instituto Mexicano del Seguro Social y el 7 de diciembre de 2017, el presidente Enrique Peña Nieto lo designó director general, cargo que desempeñó hasta el final de su mandato.